# Marpesia petreus

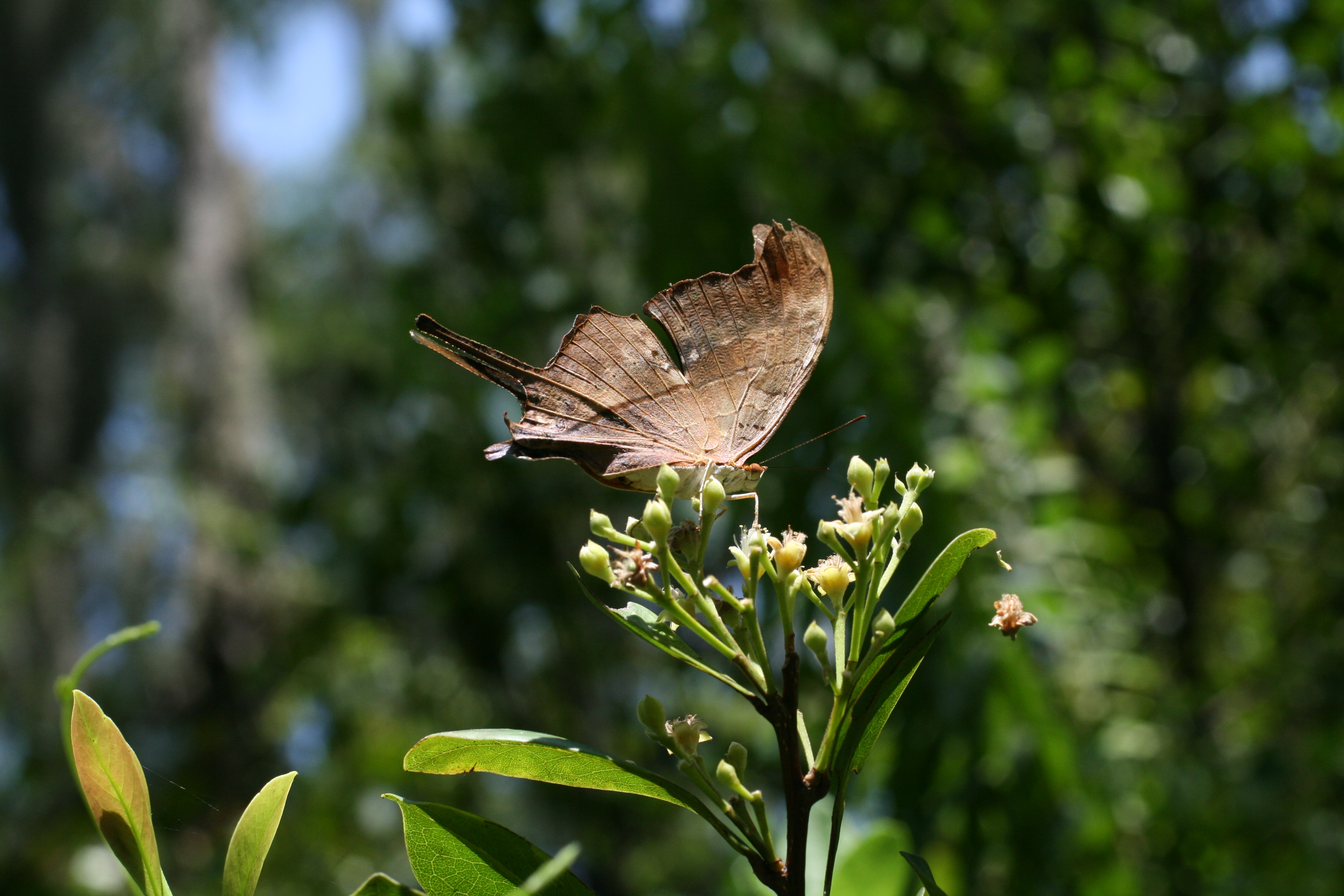
Flügelunterseite von Marpesia petreus

Marpesia petreus ist ein Schmetterling (Tagfalter) aus der Familie der Edelfalter (Nymphalidae).

## Merkmale

### Falter
Die Flügelspannweite der Falter beträgt 70 bis 95 Millimeter. Die Grundfarbe der Oberseite aller Flügel ist orange und von drei dünnen geraden schwarzen Linien durchzogen, die direkt am Vorderrand der Vorderflügel spitz nach innen abknicken und die sich auf den Hinterflügeln fortsetzen. Auf den Vorderflügeln befindet sich außerdem ein kurzer schwarzer Strich in der Diskalregion. Der Apex läuft in einer weit nach außen ragenden Spitze aus. Der Saum der Hinterflügel ist bräunlich. Arttypisch ist ein langes gerades Schwänzchen, wie es ähnlich auch bei vielen Arten der Ritterfalter (Papilionidae) vorhanden ist. Am Apex befindet sich ein weiteres, wesentlich kürzeres Schwänzchen. Die Flügelunterseite zeigt eine graubraune bis rotbraune Grundfarbe mit einer sich über Vorder- und Hinterflügel erstreckenden schwarzen Linie.

### Ei
Die Eier sind blass gelb gefärbt.

### Raupe
Ausgewachsene Raupen sind außerordentlich farbenprächtig und auffallend. Sie haben eine abwechselnd rosa, blaugrüne, schwarze und weiße Farbe. Der Kopf ist rötlich und trägt zwei dünne schwarze Hörner, die Seiten sind blaugrün und rot, große Teile des Rückens sind weiß, zuweilen auch gelblich. Die Bauchbeine sind weiß und mit einem schwarzen Punkt sowie darüber liegenden Schrägstrichen versehen. Auf dem zweiten, vierten und sechsten Segment sowie am Ende des Hinterleibs befinden sich lange, gerade Dornen.

### Puppe
Die Puppe hat entweder eine hellgrüne oder eine grauweiße Grundfarbe und ist mit dunklen Flecken versehen. Auf dem Hinterleib sind eine lange sowie einige kurze Spitzen erkennbar. Zwei kurze Dornen befinden sich an den Flügelscheiden sowie zwei weitere, leicht gebogene am Kopf.

## Vorkommen und Lebensraum
Marpesia petreus kommt in Brasilien, Peru, Suriname, Mexiko, Puerto Rico und auf den Kleinen Antillen, sowie Richtung Norden bis Florida vor. Einwanderungen wurden aus Texas (regelmäßig) und Nebraska (selten) gemeldet. Die Art besiedelt hauptsächlich subtropische Waldgebiete.

## Lebensweise
Die Falter fliegen in mehreren Generationen das ganze Jahr hindurch. Sie saugen an Blüten oder auch feuchten Erdstellen. Die Raupen ernähren sich von den Blättern von Maulbeergewächsen (Moraceae), in Florida von Echter Feige (Ficus carica), Ficus aurea und Ficus brevifolia sowie in Mittel- und Südamerika von Ficus citrifolia und Ficus padifolia.

## Belege